# Obergoms
Obergoms es una comuna suiza del cantón del Valais, situada en el distrito de Goms. Limita al noroeste con la comuna de Guttannen (BE), al norte con Gadmen (BE), al noreste con Realp (UR) y Göschenen (UR), al sureste con Bedretto (TI), al sur con Formazza (ITA-VB), y al suroeste con Reckingen-Gluringen y Münster-Geschinen.
Creada a partir del 1 de enero de 2009 tras la fusión de las comunas de Obergesteln, Ulrichen y Oberwald.